# Dreisamstadion
Il Dreisamstadion è uno stadio di calcio situato a Friburgo in Brisgovia, in Germania. La struttura, inaugurata nel 1954, ha una capienza di 25 000 persone, con 14 500 posti a sedere e 10 500 in piedi, e deve il nome alla vicinanza col fiume Dreisam.
Costruito nel primo periodo post seconda guerra mondiale, non avendo strutture adatte a ospitare prima del conflitto gli incontri casalinghi del locale club Sport-Club Freiburg, ha svolto la funzione di terreno di casa della squadra maschile fino al 2021, anno in cui si è spostata del più capiente e moderno Europa-Park Stadion lasciandone l'uso alla squadra riserve, il Friburgo II, alla squadra femminile.
Ufficialmente indicato come SC-Platz nel periodo dal 1955 al 1967, e Stadion an der Schwarzwaldstraße nel 2014, ha nel tempo assunto diverse denominazioni commerciali a seconda dello sponsor: Badenova-Stadion (2004-2011), Mage Solar Stadion (2012-2014) e Schwarzwald-Stadion (2014-2021).